# گوشت سوسمار
گوشت سوسمار که از گونه‌ای سوسمار بومی از خانواده سوسمارهای خاردُم که در خاورمیانه و آفریقای شمالی زندگی می‌کند به دست می‌آید.
این گوشت در دستور آشپزی برخی کشورهای حوزه خلیج فارس مانند عربستان سعودی مصرف می‌شود.
غذاهای تهیه شده از این گوشت از زمان‌های قدیم مصرف داشته است. به‌طور نمونه جهانگردان انگلیسی در سده نوزدهم در نوشته‌های خود بدان اشاره کرده‌اند

## تحقیر قومیتی
این قضیه توسط برخی شاعران ایرانی برای تحقیر قوم و نژاد عرب مورد اشاره قرار گرفته است. چنان‌که ابراهیم بن ممشاد اصفهانی ملقب به المتوکلی خطاب به خلیفه عباسی المعتمد که از بنی هاشم بود گفته است:
| ...                      |  |                           |
| فقل لبنی هاشم اجمعین     |  | هلموا الی الخلع قبل الندم |
| ...                      |  |                           |
| فعودوا الی ارضکم بالحجاز |  | لاکل الضباب و رعی الغنم   |

پس بنی‌هاشم را همگی گو: به برکناری خویشتن پیش از پشیمانی برخیزید… پس به سرزمینتان در حجاز برای خوردن سوسمار و چراندن گوسپند بازگردید. این شعر به دستور یعقوب لیث سروده شده بود.
در برخی از نسخه‌های شاهنامهٔ فردوسی، در بیان پاسخ خسرو پرویز به محمد و در برخی دیگر در بخش رجزخوانی رستم فرخزاد (خطاب به سردار عرب) به این موضوع اشاره می‌شود:
| ز شیر شتر خوردن و سوسمار |  | عرب را به‌جائی رسیدست کار   |
| که تاج کیانی کند آرزو    |  | تفو بر تو ای چرخ گردون تفو |

جلال خالقی مطلق، که شاهنامه را زیر نظر احسان یارشاطر تصحیح کرده است، با مقایسه نسخ موجود این دو بیت را جعلی می‌داند که احتمالاً برای تسلی غرور زخم خورده ایرانیان توسط دیگران به نسخه‌های جدیدتر شاهنامه افزوده گشته است.
نظر به اینکه تاج کیانی توسط فتحعلی شاه ساخته شده و شاهنامه سالها قبل توسط فردوسی سروده شده احتمال جعلی بودن این شعر بسیار است.
همچنین برخی عرب‌ستیزان در ایران از عبارت «اعراب سوسمار خوار» برای تحقیر اعراب استفاده می‌کنند.